# واسب-80
WASP-80 هو نجم تسلسل رئيسي من النوع K . يبعد حوالي 162 سنة ضوئية عن الأرض. عمر النجم أصغر بكثير من عمر الشمس حيث يبلغ عمره 1.352 ±0.222 مليار سنة. يشبه النجم واسب- 80 الشمس في تركيز العناصر الثقيلة، على الرغم من أن هذا القياس غير مؤكد بدرجة كبيرة.
تم تسمية النجمة بترا في عام 2019 من قبل فلكيين أردنيين هواة كجزء من مسابقة NameExoWorlds.
لم تكتشف ثلاثة استطلاعات متعددة اجريت بين عامي 2015-2018 أي وجود رفقاء لـواسب -80، ولكن مسحًا في عام 2020 كشف عن مرشح مصاحب يبلغ حجمه 0.07 M☉ عند فصل زاوي بين النجمين يبلغ 2.132 ±0.010 ثانية قوسية، مع احتمال إنذار كاذب بنسبة 3 ٪.

## نظام الكواكب
في عام 2013 تم اكتشاف لكوكب المشتري كوكبا حارا عابرا في مدار دائري ضيق. أطلق علماء الفلك الأردنيون على الكوكب اسم «وادي رم» في ديسمبر 2019. درجة حرارة الكوكب تعادل 825±19 كلفن، في حين أن درجة الحرارة المقاسة في النهار هي 937 ±48 كلفن ودرجة حرارة الليل - 851 ±14 كلفن. يشير هذا الاختلاف في درجة الحرارة إلى انخفاض الإشعاع الكوكبي إلى حد ما وضعف النقل الحراري الكلي.
كشف قياس تأثير روسيتر-ماكلولين في عام 2015 أن مدار WASP-80b يتماشى جيدًا مع المستوى الاستوائي للنجم، مع ميل مداري يساوي 14 ±14 درجة.
على الرغم من أن أحد طيف الإرسال للغلاف الجوي الكوكبي أظهر مؤشرات على وجود بوتاسيوم مؤين،  أظهر قياس آخر في عام 2017 طيفًا رماديًا وخاليًا من الملامح، وربما يرجع ذلك إلى ارتفاع مستوى السحب  أو الضباب  في الغلاف الجوي لـ WASP-80b .